# Dance Sensation!
Dance Sensation! è un videogioco di danza sviluppato dalla Alpine Studios, pubblicato dalla 505 Games e distribuito dalla Halifax esclusivamente per Wii. Il videogioco è stato reso disponibile in America Settentrionale il 14 maggio 2010, mentre in Europa il 6 aprile 2012. Pensato per un pubblico femminile molto giovane, il titolo consente al giocatore di esercitarsi in vari stili di danza: Jazz, latino-americana, classica ed hip hop. Nella colonna sonora del gioco sono presenti brani di Hilary Duff, Demi Lovato, Corbin Bleu, Aly & AJ, Naturi Naughton e Jordan Pruitt.